# Sorveglianza naturale
La sorveglianza naturale è il fenomeno attraverso il quale le persone possono sorvegliare gli spazi in modo passivo, potenziando i comportamenti civici con la loro mera presenza. Il termine è particolarmente utilizzato nei modelli di prevenzione criminale attraverso l'urbanistica, basati sulla capacità di influenzare le decisioni dei potenziali delinquenti. La ricerca sul comportamento criminale dimostra che la decisione di commettere un crimine o meno è influenzata maggiormente dal rischio percepito di essere scoperti che dalla ricompensa o dalla facilità nell'eseguirlo.
La sorveglianza naturale limita le opportunità di commettere reati aumentando la sensazione che le persone possano vedersi reciprocamente. La sorveglianza naturale può essere potenziata attraverso un design urbano che massimizzi la visibilità e favorisca le interazioni sociali. In questo modo, i potenziali criminali percepiscono un maggiore scrutinio e individuano percorsi di fuga ridotti.
Jane Jacobs, urbanista statunitense e autrice di Vita e morte delle grandi città, si riferiva alla sorveglianza naturale come occhi sulla strada. Nel suo studio su Greenwich Village a Nuova York, ha esaminato come le persone, spostandosi in un'area, possano osservare ciò che accade intorno a loro, purché la zona sia aperta e ben illuminata. In tal modo, sostenere una diversità di utilizzi all'interno di uno spazio pubblico è estremamente efficace nel attirare persone di diversi tipi per attività varie durante l'intera giornata.
Altre forme di promozione della sorveglianza naturale includono la rimozione di elementi che ostacolano la visibilità, l'illuminazione pubblica o la progettazione di strade pedonali, poiché i veicoli generano nascondigli e le persone all'interno e all'esterno di essi possono sentirsi reciprocamente insicure a causa della mancanza di reciproca percezione delle loro azioni.
Inoltre, la progettazione degli edifici può includere caratteristiche che massimizzano la sorveglianza naturale, come aumentare la visibilità delle persone all'ingresso degli edifici e nelle aree di parcheggio, creare finestre rivolte verso l'esterno, che permettono di osservare la strada, o l'inclusione di attività commerciali nei palazzi residenziali che aumentano la presenza di persone negli spazi pubblici.